# Katharina Staab

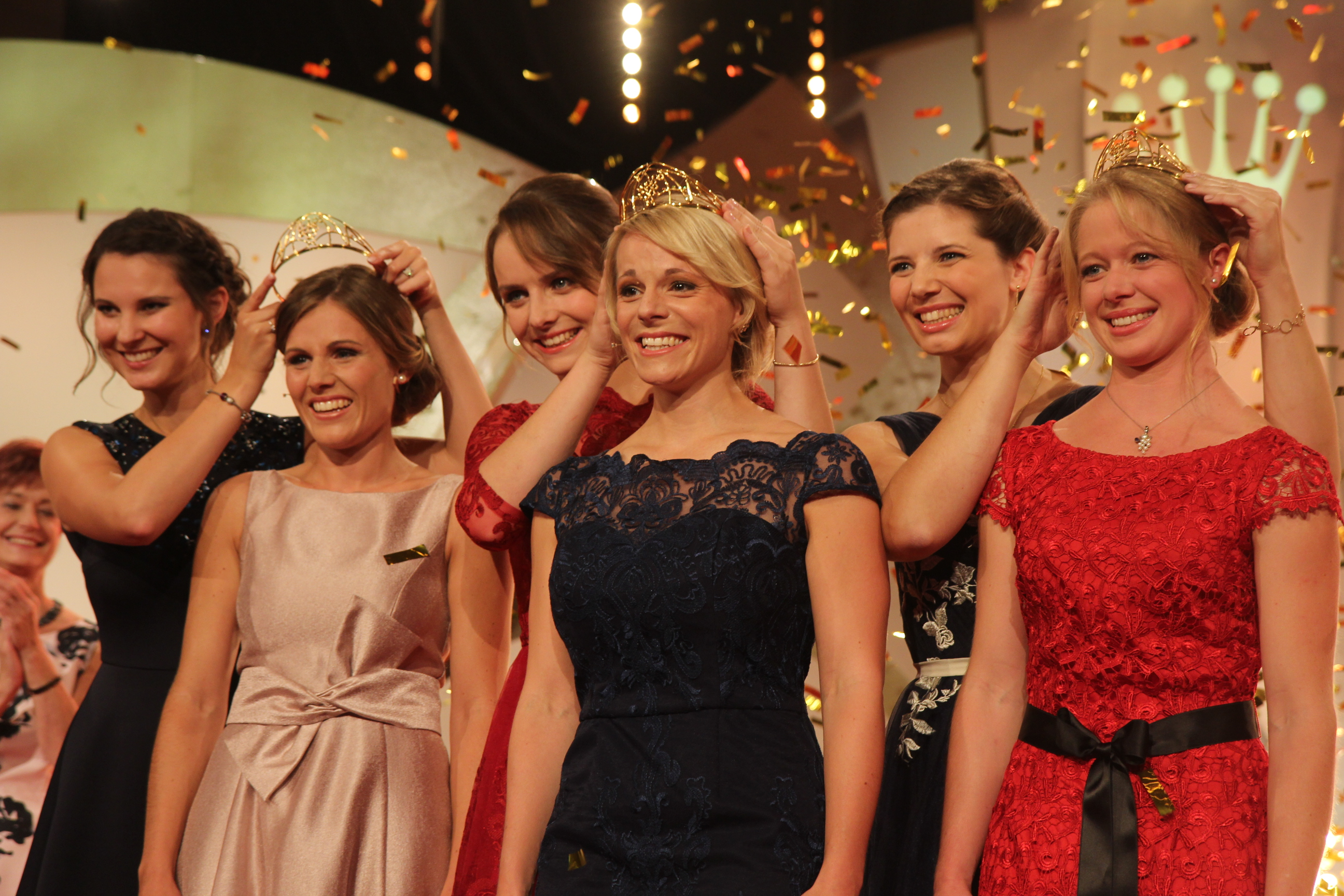
Katharina Staab, Deutsche Weinkönigin

Katharina Staab (* 30. April 1990) aus Oberhausen an der Nahe im Weinbaugebiet Nahe in Rheinland-Pfalz war Deutsche Weinkönigin 2017/2018. Sie wurde am  29. September 2017 im Saalbau in Neustadt an der Weinstraße als Nachfolgerin von Lena Endesfelder zur 69. Deutschen Weinkönigin gewählt. Sie ist damit die 9. Weinkönigin, die aus dem Weinbaugebiet Nahe stammt. Als Weinprinzessinnen standen ihr während ihrer zwölfmonatigen Amtszeit Charlotte Freiberger aus Heppenheim aus dem Weinbaugebiet Hessische Bergstraße und Laura Lahm aus Ensheim aus dem Weinbaugebiet Rheinhessen zur Seite.

## Leben
Staab wohnt in Oberhausen an der Nahe. Sie wuchs in einem Winzer-Familienbetrieb auf. Nach dem Abitur 2009 am Gymnasium an der Stadtmauer in Bad Kreuznach und einer Zeit als Au-Pair in Kanada studierte sie berufsbegleitend zu einer Lehre bei Boehringer Ingelheim an der Hochschule Mainz Betriebswirtschaftslehre und schloss ihr Studium an der Nova School of Business and Economics in Lissabon als Management Master ab.
Sie arbeitet als Marketingmanagerin bei einem Online-Weinhändler im Weinlager des Zoll- und Binnenhafens Mainz.
Staab wurde im November 2016 zur 55. Gebietsweinkönigin Nahe für die Amtszeit November 2016 bis November 2017 gewählt.

## Bildergalerie zur Wahl zur Weinkönigin

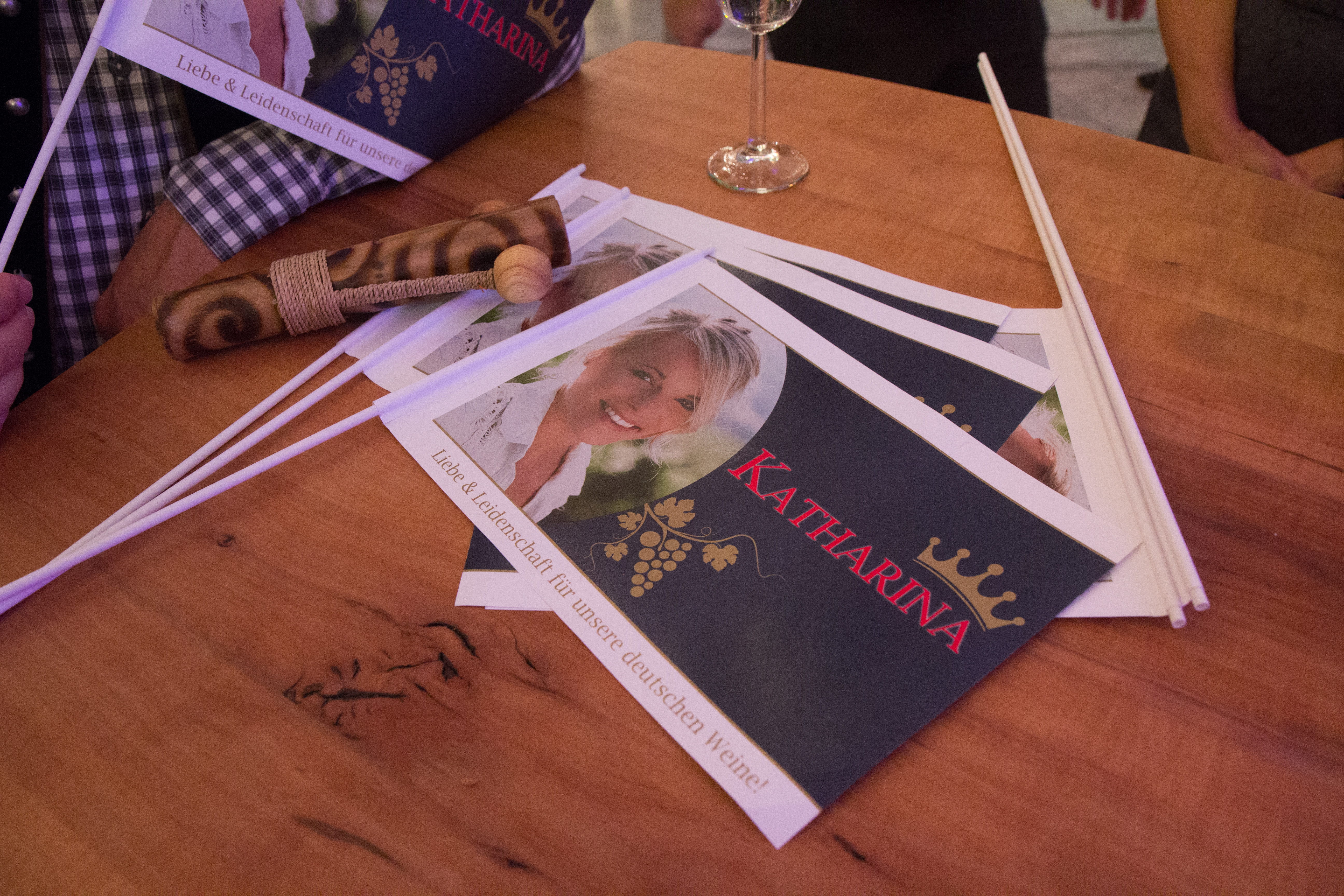
Werbematerial
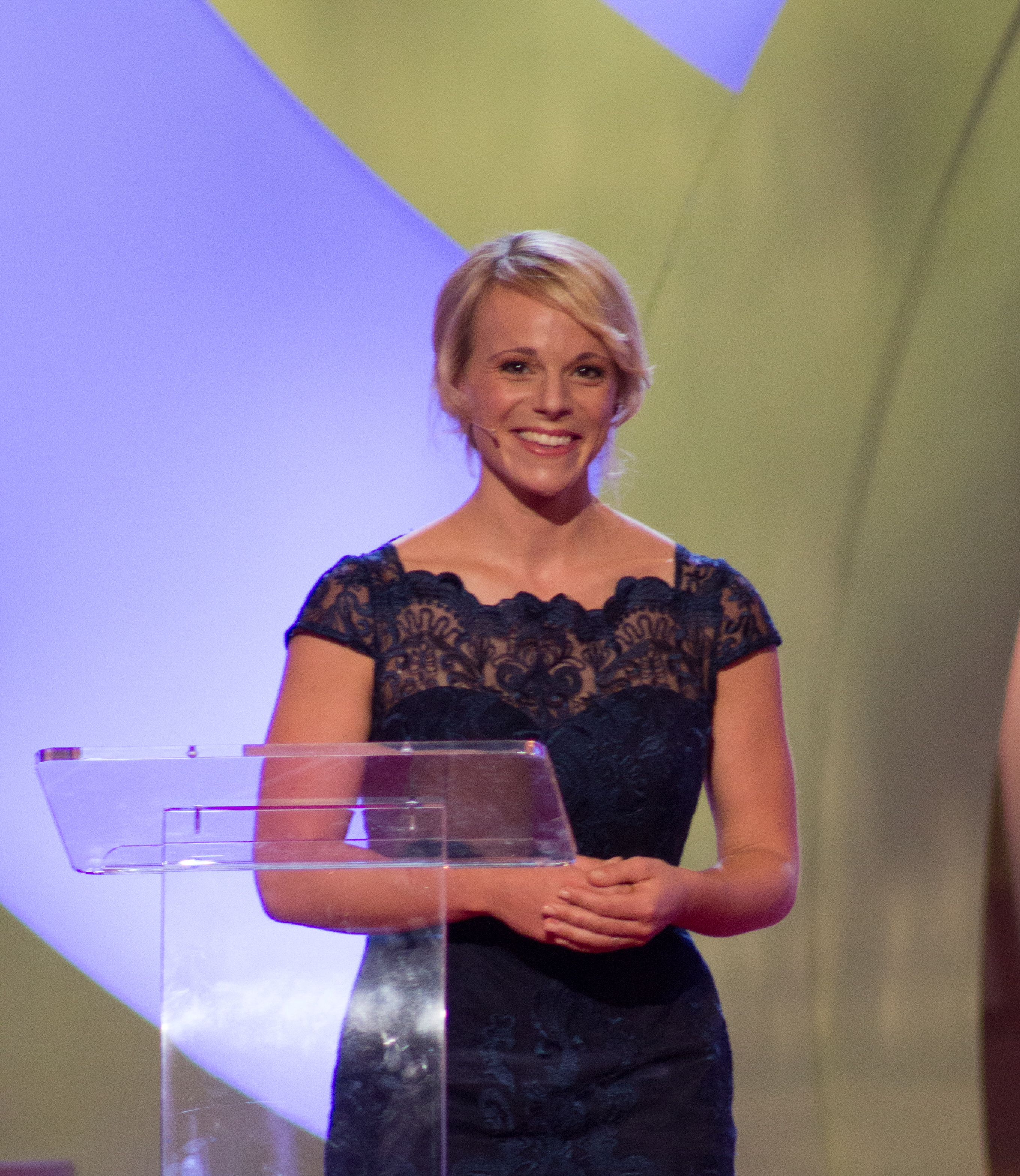
Vorstellungsrede
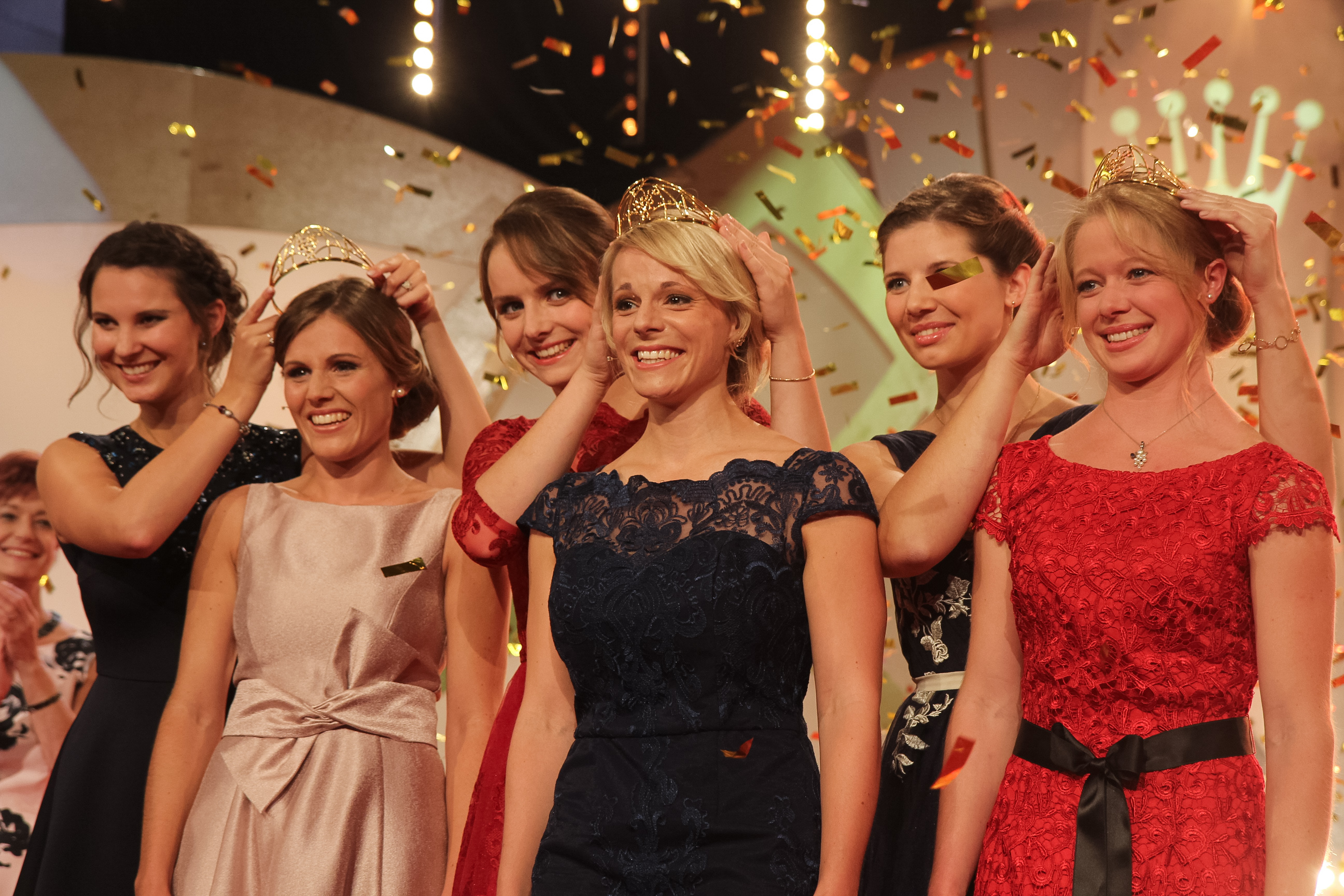
Krönung
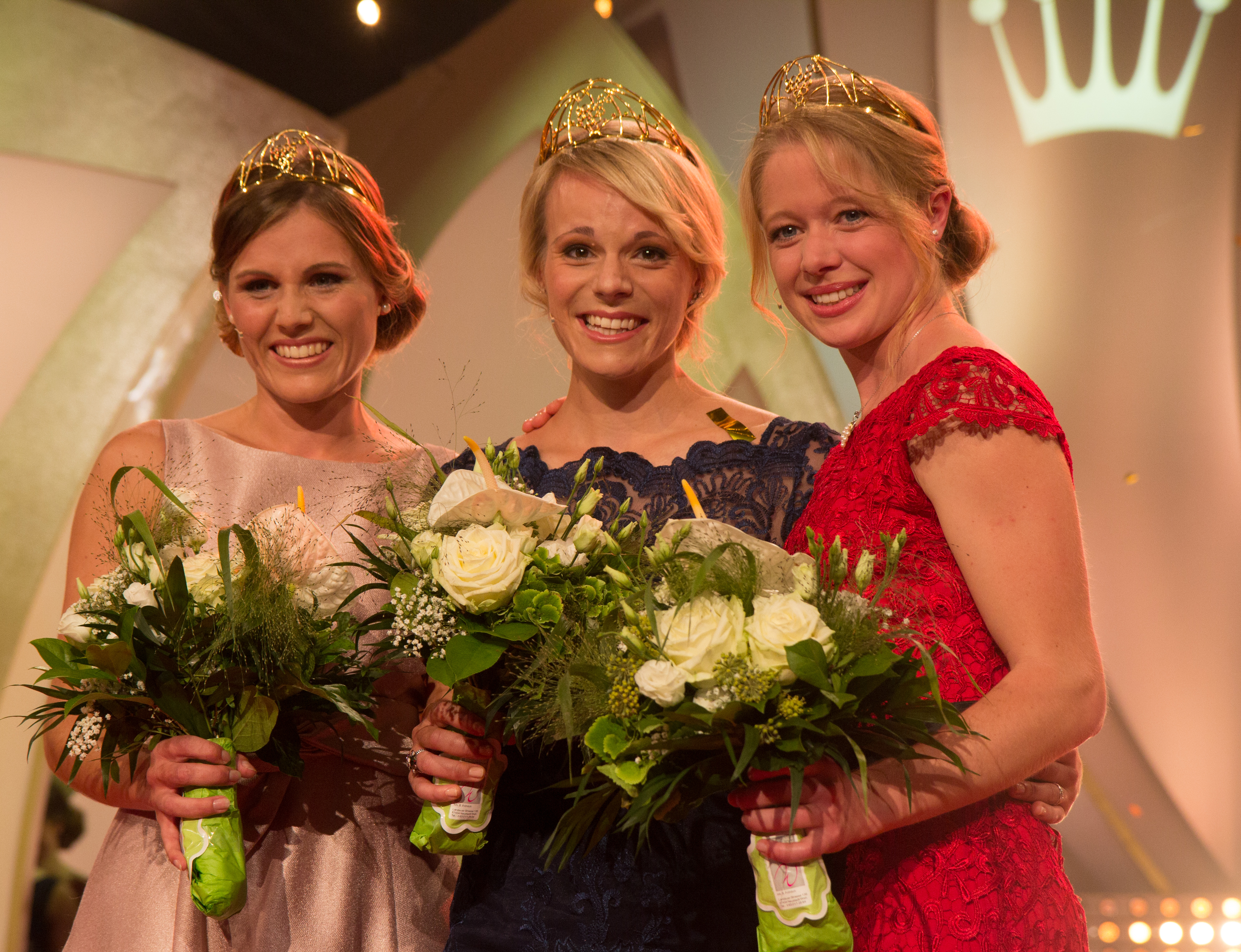
Laura Lahm, Katharina Staab, Charlotte Freiberger
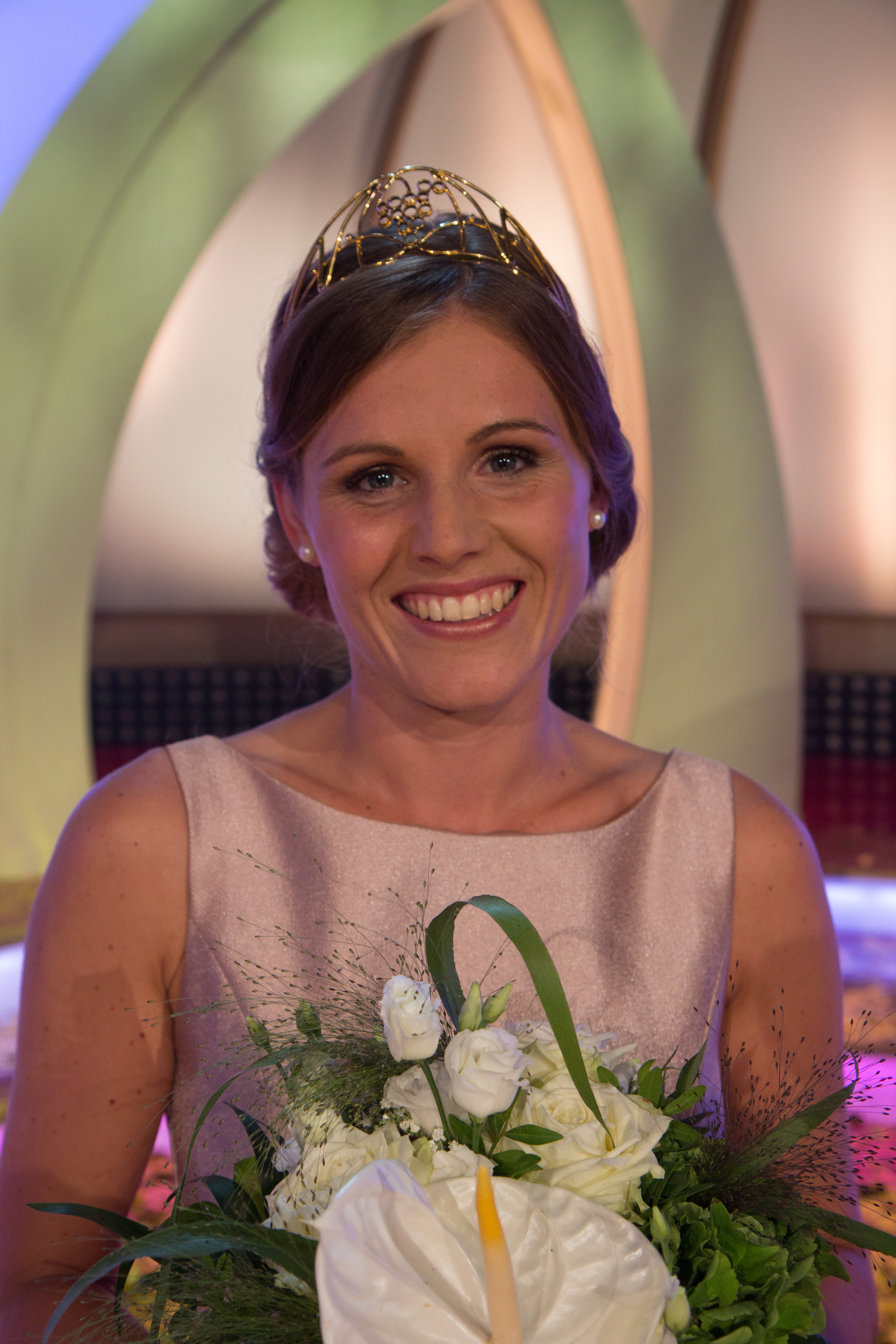
Weinprinzessin Laura Lahm
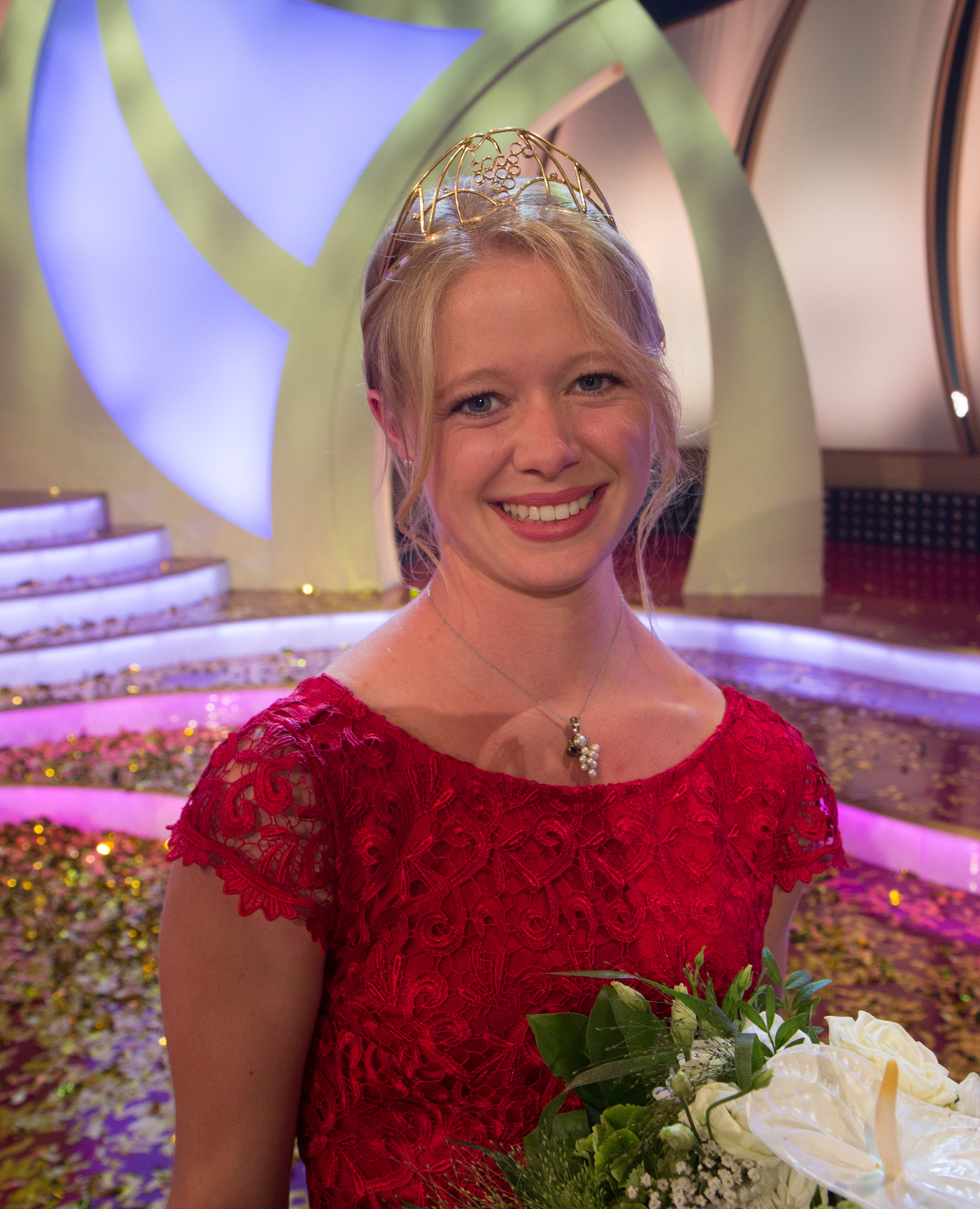
Weinprinzessin Charlotte Freiberger
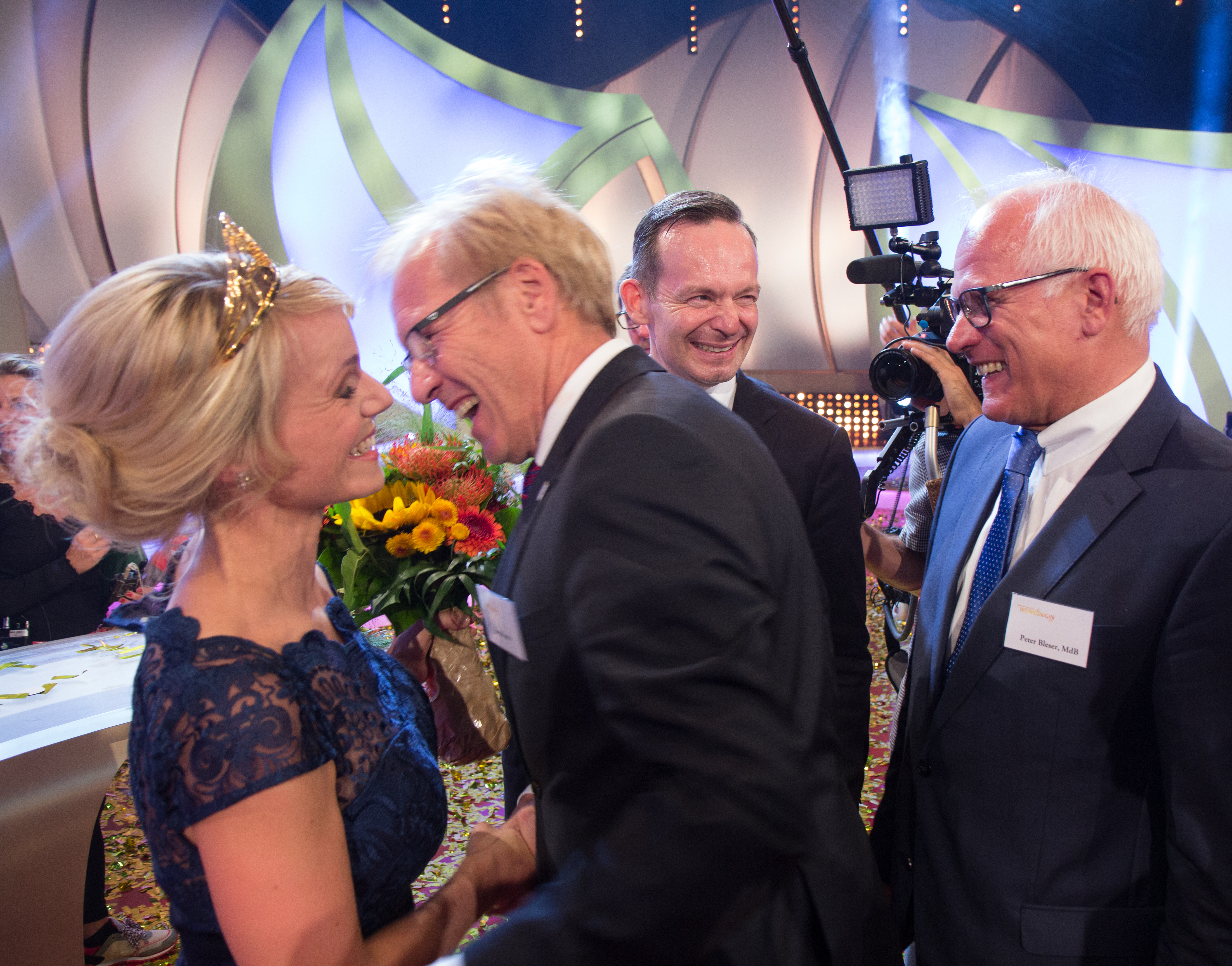
Volker Wissing (rheinland-pfälzischer Weinbauminister, im Hintergrund) und Peter Bleser (parl. Staatssekretär)